# 盆山县
盆山县，中国唐朝时设置的县。
贞观年间分大廉县置盆山县，治所在今广西壮族自治区博白县境。垂拱二年（686年），迁治今广西合浦县公馆镇。隶属于山州。以地形为盆命名。天宝、至德年间，属龙池郡。建中年间废盆山县，地入廉州大廉县。 